# Macromitrium megalosporum
Macromitrium megalosporum är en bladmossart som beskrevs av Thériot och Georges Raymond Léonard Naveau 1927. Macromitrium megalosporum ingår i släktet Macromitrium och familjen Orthotrichaceae. Inga underarter finns listade i Catalogue of Life.